# تاریخی دیگر
تاریخی دیگر 
(به تلوگویی: Maro Charitra) فیلمی محصول سال ۱۹۷۸ و به کارگردانی کی. بالاچاندر است. در این فیلم بازیگرانی همچون کمال حسن، ساریتا، مادهوی و پی.ال. نارایانا ایفای نقش کرده‌اند.